# 徐紇
徐 紇（じょ こつ、生没年不詳）は、北魏の官僚・文筆家。字は武伯。本貫は楽安郡博昌県。

## 経歴
寒門の家に生まれた。若くして学問を好み、事物の名称と筋道を弁別するのを得意とし、文辞の優れていることで知られた。孝廉に察挙され、試問への答案が上位に挙げられ、孝文帝により主書に抜擢された。宣武帝の初年に中書舎人に任じられた。趙脩にへつらい、通直散騎侍郎に転じた。趙脩が処断されると、徐紇はその党与として枹罕に流された。流刑中の労役においても心くじけず、労役から逃亡した流刑兵5人を捕らえると赦免されるという規定を利用して、徐紇は洛陽に帰ることができた。長らくを経て、再び中書舎人に任じられた。清河王元懌の下で文筆の仕事をつとめた。520年（正光元年）、領軍の元叉が元懌を殺害すると、徐紇は雁門郡太守として出された。徐紇は老齢の母を世話する名目で、太守を辞任し郷里に帰った。ほどなく洛陽に入り、何食わぬ顔で元叉に仕え、元叉に気に入られた。元叉の父の江陽王元継が潼関に駐屯すると、徐紇はその下で従事中郎となった。まもなく母が死去したため、辞職して郷里に帰り、喪に服した。
霊太后が政権に返り咲くと、再び中書舎人として起用された。徐紇は鄭儼に仕えて、特に信任を得た。まもなく中書舎人をつとめたまま給事黄門侍郎に転じ、中書省や門下省の事務を総覧し、孝明帝の詔命で徐紇を経由しないものはなかった。ときに黄門侍郎の王遵業や王誦はともに文学の才能で知られたが、徐紇のために筆を執り、徐紇の教授を求めなければならなかった。まもなく徐紇は黄門侍郎・中書舎人のまま鎮南将軍・金紫光禄大夫の位を加えられた。徐紇は霊太后の腹心として、国政の機密に参与し、一時の権勢を傾け、遠近から人を集めた。霊太后の信任は鄭儼や李神軌らと並ぶものがあり、当時に徐鄭と称された。しかし国家経営の大きな構想があるわけではなく、細々とした介入を好んだ。爾朱栄の側近に鉄券を与えて離間するよう霊太后に説いたが、そのことを爾朱栄に知られてしまった。このため爾朱栄は徐紇の処断を求めた。
528年（武泰元年）、爾朱栄が洛陽に入るべく河梁を攻め落とすと、徐紇は幼主の命と偽って夜間に殿門を開かせ、帝室の御馬10頭を奪って、兗州に逃れた。徐紇の弟の徐献伯が北海郡太守をつとめており、徐献伯の弟の徐季彦が先に青州長史となっていたことから、徐紇は人を派遣して弟たちに告げ、ともに南に逃れようとした。徐紇は泰山郡太守の羊侃のもとに投じて、羊侃に挙兵するよう説いた。羊侃は徐紇の言に従って、兵を集めて反乱を起こし、徐紇とともに兗州を包囲した。同年（永安元年）、于暉や高歓らが諸軍を率いて羊侃を討った。徐紇は敗勢を予期して、羊侃に説いて南朝梁の援軍を求めさせた。羊侃は徐紇に従って、梁に亡命した。徐紇の晩年は知られていない。
徐紇の文筆や議論は数十巻あったが、北斉の頃にはすでにその多くが脱落していた。

## 伝記資料
- 『魏書』巻93 列伝第81
- 『北史』巻92 列伝第80